# Holocentropus varangensis
Holocentropus varangensis là một loài Trichoptera trong họ Polycentropodidae. Chúng phân bố ở miền Cổ bắc.